# 林肯縣 (肯塔基州)
林肯縣（英語：Lincoln County）是美国肯塔基州外蓝草地区與密西西比高原的一個縣，面積871平方公里。根據2020年美國人口普查，共有人口24,275人。縣治史丹佛（Stanford）。該縣成立於1780年，是當地最早的三個縣之一（當時仍屬弗吉尼亚州）。縣名紀念美國獨立戰爭將領本傑明·林肯（Benjamin Lincoln）。
本縣是一個禁酒的縣。